# Stephen McGlede
Stephen McGlede (13 aprile 1969) è un ex pistard australiano.

## Palmarès

### Olimpiadi
- 2 medaglie:
  - 1 argento (Barcellona 1992 nell'inseguimento a squadre)
  - 1 bronzo (Seul 1988 nell'inseguimento a squadre)